# Rock That Body
«Rock That Body» — пятый сингл американской хип-хоп-группы The Black Eyed Peas из их пятого студийного альбома The E.N.D. (2009).

## Композиция
Спродюсированная французским диджеем и продюсером Давидом Гетта, песня содержит большое количество сэмплов из «It Takes Two» Rob Base & DJ E-Z Rock, в ней несколько раз используется строчка «I wanna rock right now», а также барабанный брейк и часть фразы «Yeah! Woo!». The Black Eyed Peas используют Auto-Tune на протяжении всей песни, и голос Ферги был особенно высоким. Spin описал «Rock That Body» как «трансовый». Песня наиболее известна критикам как часть вечеринки роботов. Песню сравнивали со стилистически похожей на Flo Rida, чью песню «Club Can't Handle Me» (из кинофильма «Шаг вперёд в 3D») Гетта впоследствии продюсировал.

## Критика
Фрейзер Макэлпайн из BBC Chart Blog поставил песне «Rock That Body» три звезды из пяти и назвал её «хитом вечеринки». «Rock That Body» был хорошо оценён Майком Шиллером из PopMatters. Алекс Флетчер из Digital Spy дал песне положительный отзыв, заявив: «В ней много мощных битов, синтезаторов, которые звучат так, словно их наполнили Red Bull, и больше извращённых вокальных эффектов, чем в mp3 Эйкона, выпущенном на заводе вокодеров. Это довольно простой материал, и он, без сомнения, вызовет отклик на 36-м прослушивании…»

## Позиция в чартах
Песня имела успех, попав в десятку лучших во многих странах и в двадцатку лучших в ряде других. В американском Billboard Hot 100 песня достигла девятого места, став пятым подряд попаданием в десятку лучших. Для эфира эта песня оказалась самой низкой в чартах с момента выхода без сингла «Gone Going» из их четвёртого студийного альбома Monkey Business (2005), выпущенного на радиостанциях в начале 2006 года.

## Клип
Клип был снят 13 января 2010 года на студии Paramount в Лос-Анджелесе, Калифорния. Режиссёром выступил Рич Ли, он был снят параллельно с видеоклипом на «Imma Be», четвёртую песню The E.N.D. Две песни были сведены в попурри, которое называется «Imma Be Rocking That Body». Клип является продолжением клипа «Imma Be» и второй половины клипа «Imma Be Rocking That Body», премьера которого состоялась на Vevo и Dipdive во вторник, 16 февраля 2010 года. Видеоролики были разделены для музыкальных каналов, а вступление и заключение удалены. Видео описывается как футуристический Удивительный волшебник из страны Оз. Всё начинается с того, что Black Eyed Peas и их добрый робот прибывают в город, жители которого застряли из-за сбоя. 4 члена группы стреляют в них из своих стереотруб, чтобы закончить цикл и они могли продолжить танцевать. Пока все идёт хорошо, появляется плохой робот и похищает Ферги, will.i.am гоняется за ним со своим собственным роботом, пока Ферги сражается с плохим роботом, а двое других участников освобождают оставшихся людей. После многих неудачных попыток will.i.am удаётся застрелить плохого робота, который начинает танцевать с хорошим роботом. Видео заканчивается на том, что у плохого робота заканчивается энергия и он падает в обморок. Видеоклип «Imma Be Rocking That Body» заканчивается сценой, которая раскрывает всю историю как сон Ферги, поскольку другие участники находят её едва в сознании после аварии на мотоцикле во вступлении. Пока они проверяют, все ли с ней в порядке, Ферги взволнованно начинает рассказывать им о своей идее для их следующего музыкального клипа.

## Список композиций
UK CD Single
| №                   | Название                                           | Длительность |
| ------------------- | -------------------------------------------------- | ------------ |
| 1.                  | «Rock That Body» (Radio Edit)                      | 3:58         |
| 2.                  | «Meet Me Halfway» (will.i.am Meet Me At The Remix) | 5:49         |
| Общая длительность: | Общая длительность:                                | 9:47         |

Digital Download E.P.
| №                   | Название                                         | Длительность |
| ------------------- | ------------------------------------------------ | ------------ |
| 1.                  | «Imma Be» (Wolfgang Gartner Remix)               | 6:24         |
| 2.                  | «Imma Be» (Danger Olympic Remix)                 | 4:31         |
| 3.                  | «Imma Be» (Poet Name Life & DJ Ammo Remix)       | 4:42         |
| 4.                  | «Rock That Body» (Skrillex Remix)                | 5:09         |
| 5.                  | «Rock That Body» (Chris Lake Remix)              | 5:54         |
| 6.                  | «Rock That Body» (apl.de.ap and DJ Replay Remix) | 5:54         |
| Общая длительность: | Общая длительность:                              | 31:21        |

## Участники записи
- Написание песни — will.i.am, apl.de.ap, Taboo, Ферги, Давид Гетта, Mark Knight, Adam Walder, Jean Baptiste, Jamie Munson, Robert Ginyard
- Вокал — will.i.am, apl.de.ap, Taboo, Ферги
- Продюсирование — Давид Гетта, will.i.am, Mark Knight, Funkagenda
- Клавишные — Mark Knight, Adam Walder, will.i.am
- Гитара, дополнительные клавишные, дополнительный вокал — Hal Ritson
- Расположение — will.i.am

## Чарты

### Недельные чарты
| Чарт (2010)                                        | Позиция |
| -------------------------------------------------- | ------- |
| Австралия (ARIA)                                   | 8       |
| Австрия (Ö3 Austria Top 40)                        | 7       |
| Бельгия/Фландрия (Ultratop 50)                     | 4       |
| Бельгия/Валлония (Ultratop 50)                     | 5       |
| Канада (Billboard Canadian Hot 100)                | 41      |
| CIS (TopHit)                                       | 89      |
| Чехия (Rádio — Top 100)                            | 23      |
| Европа (Billboard European Hot 100 Singles)        | 6       |
| Финляндия (Suomen virallinen lista)                | 19      |
| Франция (SNEP)                                     | 7       |
| Германия (GfK)                                     | 10      |
| Ирландия (IRMA)                                    | 9       |
| Израиль (Media Forest)                             | 7       |
| Италия (Musica e dischi)                           | 2       |
| Нидерланды (Dutch Top 40)                          | 17      |
| Нидерланды (Single Top 100)                        | 38      |
| Новая Зеландия (Recorded Music NZ)                 | 16      |
| Польша (Dance Top 50)                              | 13      |
| Португалия (Billboard Portugal Digital Song Sales) | 6       |
| Шотландия (OCC Scotland)                           | 11      |
| Словакия (Rádio — Top 100)                         | 23      |
| Spain Airplay (PROMUSICAE)                         | 18      |
| Швейцария (Schweizer Hitparade)                    | 27      |
| Великобритания (OCC UK Singles)                    | 11      |
| Великобритания (OCC UK Dance)                      | 1       |
| США (Billboard Hot 100)                            | 9       |
| США (Billboard Dance Club Songs)                   | 5       |
| США (Billboard Pop Airplay)                        | 12      |
| США (Billboard Rhythmic)                           | 18      |

### Чарты на конец года
| Чарт (2010)                          | Позиция |
| ------------------------------------ | ------- |
| Австралия (ARIA)                     | 68      |
| Австрия (Ö3 Austria Top 40)          | 64      |
| Бельгия (Ultratop Flanders)          | 42      |
| Бельгия (Ultratop Wallonia)          | 25      |
| European Hot 100 Singles (Billboard) | 52      |
| Франция (SNEP)                       | 41      |
| Италия (FIMI)                        | 58      |
| UK Singles (OCC)                     | 117     |
| США Billboard Hot 100                | 75      |

## Сертификаты и копии продаж
| Регион | Сертификация | Продажи  |
| --- | ------------ | -------- |
| Австралия (ARIA) | Платиновый   | 70 000^  |
| Канада (Music Canada) | Золотой      | 40 000*  |
| Италия (FIMI) | Золотой      | 15 000*  |
| Новая Зеландия (RMNZ) | Золотой      | 7500*    |
| Великобритания (BPI) | Серебряный   | 200 000^ |
| * Данные о продажах приведены только на основе сертификации. ^ Данные о тиражах приведены только на основе сертификации. |              |          |

## Хронология выхода
| Регион         | Дата           | Формат                 | Лейбл           | Ref.   |
| -------------- | -------------- | ---------------------- | --------------- | ------ |
| Австралия      | 29 января 2010 | CD                     | Universal Music | [ 45 ] |
| Великобритания | 15 марта 2010  | CD                     | Polydor         | [ 46 ] |
| Германия       | 19 марта 2010  | CD                     | Universal Music | [ 47 ] |
| Франция        | 6 апреля 2010  | CD                     | Polydor         | [ 48 ] |
| США            | 11 мая 2010    | Contemporary hit radio | Interscope      | [ 49 ] |